# اسکار کسادا
اسکار کسادا (انگلیسی: Óscar Quesada؛ زادهٔ ۱۹ ژانویهٔ ۱۹۷۸) بازیکن فوتبال اهل اسپانیا است.